# Letrux aos Prantos
Letrux Aos Prantos é o segundo álbum de estúdio da cantora e compositora brasileira Letrux. Foi lançado no dia 13 de março de 2020 de forma independente nas plataformas digitais e em CD com prensagem limitada pelo selo Tratore, com patrocínio da Natura Musical. Conta com produção musical de Arthur Braganti e Natália Carrera e com direção artística da própria Letrux e colaboração de Liniker e Lovefoxxx. 
O álbum foi indicado ao Grammy Latino na categoria de Melhor Álbum de Rock ou Música Alternativa em Língua Portuguesa.

## Antecedentes
Após o sucesso de Letrux em Noite de Climão, Letícia com esse disco conseguiu o seu grande público, se apresentando pelo Brasil inteiro, tendo apresentações em Portugal e em grandes festivais, como o Lollapalozza, fazendo críticas ao preço dos ingressos, transfobia e política, onde foi severamente criticada pelos eleitores de Jair Messias Bolsonaro, após protestar contra ele no show. Lançou dois anos depois, o DVD Letrux em Noite de Climão - Ao Vivo, gravado em Setembro de 2019 no Auditório Ibirapuera. 

## Produção e Capa
Após um ano do lançamento do seu primeiro álbum, Letícia, nervosa em um avião, começa a escrever suas ideias, saindo uma música para seu próximo álbum. Tendo mais ideias para o seu projeto na Grécia, onde compôs duas músicas dentro d’água.
Com o patrocínio do Natura Musical, junto com sua banda, Letícia entra no estúdio Red Bull Station, em São Paulo, para a produção do Letrux Aos Prantos em 2018.
Novamente produzido por Arthur Braganti e Natália Carrera, Letrux Aos Prantos segue o mesmo preceito do disco anterior, algo melancólico, mas não passa batido em festa alguma. Há canções introspectivas, outras mais intensas, tem participações de Liniker e Lovefoxxx (vocalista da banda Cansei de Ser Sexy).

## Recepção e Crítica
Mauro Ferreira ao G1 elogiou novamente Letrux: "Mergulhada no caos existencial, respeitando as próprias lágrimas, Letícia Novaes se garante por mais um tempo na pista com o álbum Letrux aos Prantos.".
Cleber Facchi em sua crítica para o Miojo Indie deu nota 6.5 ao álbum: "Um misto de passado e presente que sobrevive da propositada reciclagem de antigos conceitos, mas que dificilmente deve desagradar aos ouvintes mais fiéis da cantora."
Renan Guerra para o site Scream & Yell faz elogios: "Muitas canções vêm das viagens, dos encontros e dos aprendizados que o processo anterior criou e por isso é tão interessante a gente se ver enquanto parte desse movimento da artista, que segue em constante ebulição."
Emannuel Bento para o Diário de Pernambuco faz poucos elogios: "Às vezes, dá a impressão de que Letrux poderia ter ousado mais. Mas Aos prantos é apto a continuar o legado de uma artista que vem trazendo um frescor interessante para a música nacional."

## Lista de Faixas
| N.º | Título                           | Duração |  |
| 1.  | "Déjà-Vu Frenesi"                |         |  |
| 2.  | "Dorme Com Essa"                 |         |  |
| 3.  | "Fora da Foda (feat. Lovefoxxx)" |         |  |
| 4.  | "Eu Estou Aos Prantos"           |         |  |
| 5.  | "Contando Até Que"               |         |  |
| 6.  | "Vai Brotar"                     |         |  |
| 7.  | "Cuidado, Paixão"                |         |  |
| 8.  | "Sente o Drama (feat. Liniker)"  |         |  |
| 9.  | "El Dia Que No Me Queiras"       |         |  |
| 10. | "Abalos Sísmicos"                |         |  |
| 11. | "Salve Poseidon"                 |         |  |
| 12. | "Esse Filme Que Passou Foi Bom"  |         |  |
| 13. | "Cry Something Ankward"          |         |  |

## Ficha Técnica
- Letícia Novaes - Voz
- Arthur Braganti - Teclados
- Thiago Rebello - Baixo
- Lourenço Vasconcellos - Bateria
- Natália Carrera - Guitarra

- Produção Musical: Arthur Braganti e Natália Carrera.
- Direção artística: Letícia Novaes.
- Gravado por Rodrigo "Funai" Costa no Red Bull Station.
- Assistentes de gravação: Alejandra Luciani e Eric Yoshino.
- Mixado por Igor Ferreira no estúdio Do Amor, exceto "Vai Brotar" e "Fora da Foda" por Rafaela Prestes no estúdio Frigideira.
- Masterizado por Ricardo Garcia no estúdio Magic Class.
- Produção da gravação: Juliana Arruda
- Produção executiva: Laís Sampaio e Gabriela Nogueira
- Direção Geral: Laís Sampaio
- Produção artística e agenciamento: Ejaòkun Produções
- Editora e distribuidora digital: Altafonte
- Assessoria de Imprensa: Belmira Comunicação
- Mídias digitais: Menu da Música

## Histórico de Lançamento
| Região | Data                | Formato(s)                       | Gravadora    |
| ------ | ------------------- | -------------------------------- | ------------ |
| Brasil | 13 de Março de 2020 | CD, Download Digital e Streaming | Independente |